# Diospyros rhombifolia
Diospyros rhombifolia là một loài thực vật có hoa trong họ Thị. Loài này được Hemsl. mô tả khoa học đầu tiên năm 1889.

## Hình ảnh

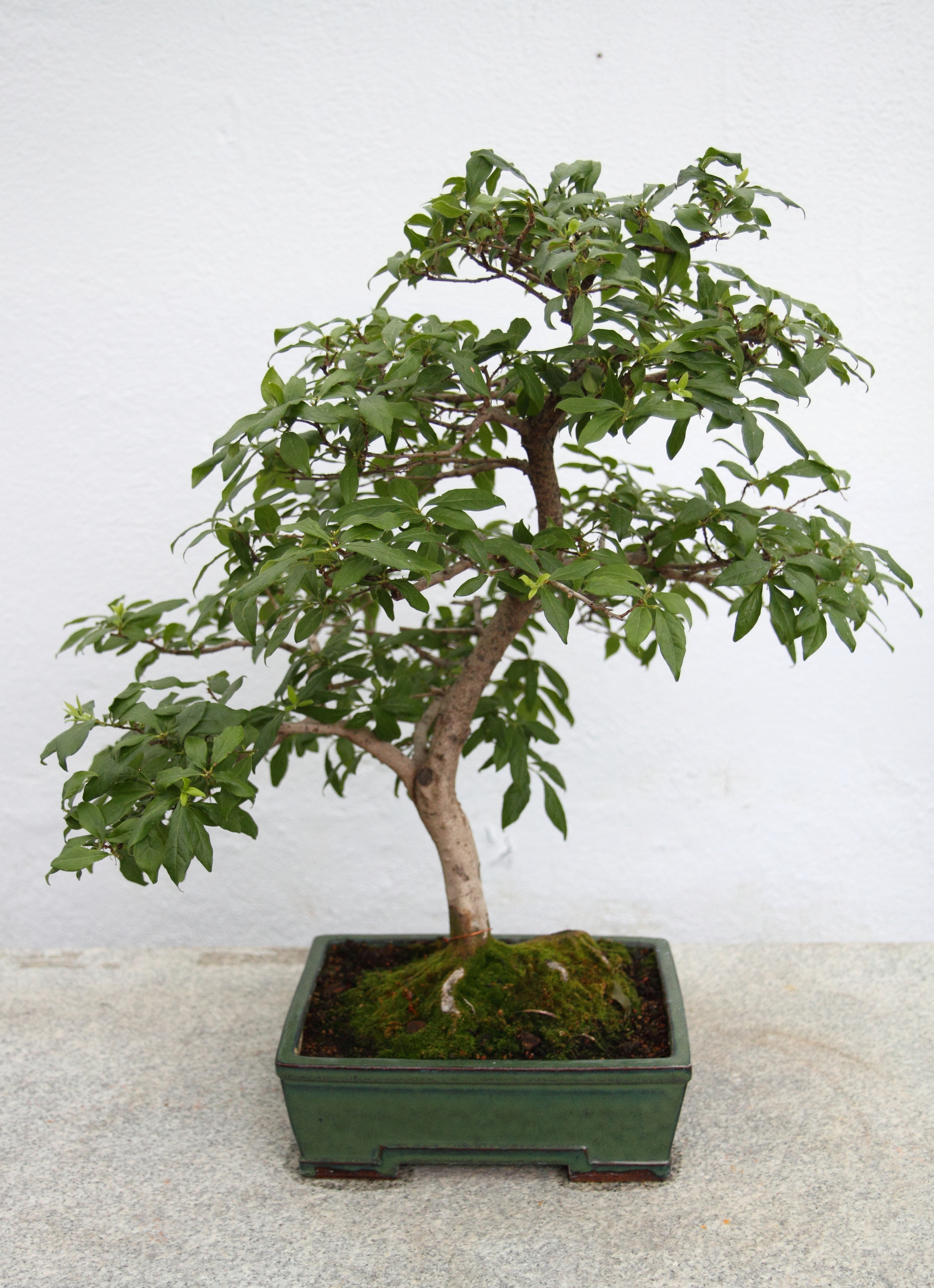